# Valico di Prebenico
Il valico di Prebenico è un valico di frontiera fra l'Italia e la Slovenia. 
Collega le località di Prebeneg (in comune di San Dorligo della Valle, nell'ex provincia di Trieste) e di San Servolo (Socerb) (in comune di Capodistria). Da parte slovena è chiamato, per l'appunto, valico confinario di San Servolo (mejni prehod Socerb). Tale nome è di uso comune anche da parte italiana.

## Descrizione
Il valico è detto di Prebenico, dal nome italiano della località nei pressi del quale è posizionato. Il nome sloveno deriva dalla località più vicina al valico, San Servolo. Il valico è posizionato in zona boschiva, denominata Gornji Plehnek.
Da parte italiana vi termina l'ex strada provinciale 11, che parte dall'incrocio dell'ex dazio sulla Strada Regionale 14, nei pressi del bivio ad H, che permette la connessione con Trieste, Basovizza,  la Strada Statale 202 e i principali centri del comune di San Dorligo della Valle. Da parte slovena vi giunge una strada che parte da Castel e che termina presso l'uscita autostradale della Capodistria-Lubiana.
Il valico è caratterizzato da traffico locale.

## Storia
Il valico è stato istituito nel 1947, a seguito della modifica del confine orientale dell'Italia, disegnata dal trattato di Parigi. 
Fino al 1954 fu valico tra la zona A del Territorio Libero di Trieste e la Jugoslavia. Con l'annessione della zona A alla Repubblica italiana il valico divenne di frontiera tra l'Italia e la Jugoslavia, a cui subentrò, dal 1991, la neoindipendente Slovenia. 
Era un valico di seconda categoria, ovvero poteva essere superato dalle persone dotate di apposito lasciapassare, che era concesso ai soli residenti in aree nei pressi del confine tra i due Paesi. Il valico era soggetto al controllo della Brigata di Prebenico della Guardia di Finanza, fino alla soppressione della brigata stessa, avvenuta il 1º gennaio 2008. Nel 1970 il traffico venne indicato, secondo i dati della Camera di commercio di Trieste, in 28.771 passaggi, che aumentò, nel 1973, a 44.747, per poi calare, nel 1975, a 39.582. Il dato lo poneva tra i valichi permanenti meno frequentati della provincia di Trieste, precedendo il solo valico di Gropada. Il calo del traffico venne imputato, tra le varie cause, all'andamento del cambio fra lira italiana e dinaro jugoslavo.
Con l'entrata della Slovenia nell'area Schengen, il 21 dicembre 2007, l'accesso al valico è stato liberalizzato. In tale occasione venne organizzata una manifestazione celebrativa. Già dal 1º febbraio 2006 solo la polizia italiana aveva proseguito nel controllo dei documenti per le persone che transitavano al valico.
Nel 2013 la Provincia di Trieste finanziò la risistemazione della pavimentazione stradale del valico e del piazzale ove era posta la guardiola.
Dall'11 marzo 2020 le autorità slovene, al fine di prevenire un aumento del numero dei contagi da COVID-19, stante la situazione italiana, decidono di incrementare i controlli sanitari al confine, lasciando aperti solo i valichi più importanti. Il valico di Prebenico viene perciò chiuso alla circolazione, fino al 15 giugno successivo.
Dal 29 marzo 2021 il valico viene nuovamente chiuso, per la recrudescenza dell'epidemia in Slovenia, dopo che nei giorni precedenti ne era già stata limitata l'apertura oraria. Il 28 aprile successivo il valico viene riaperto.